# Nariqala

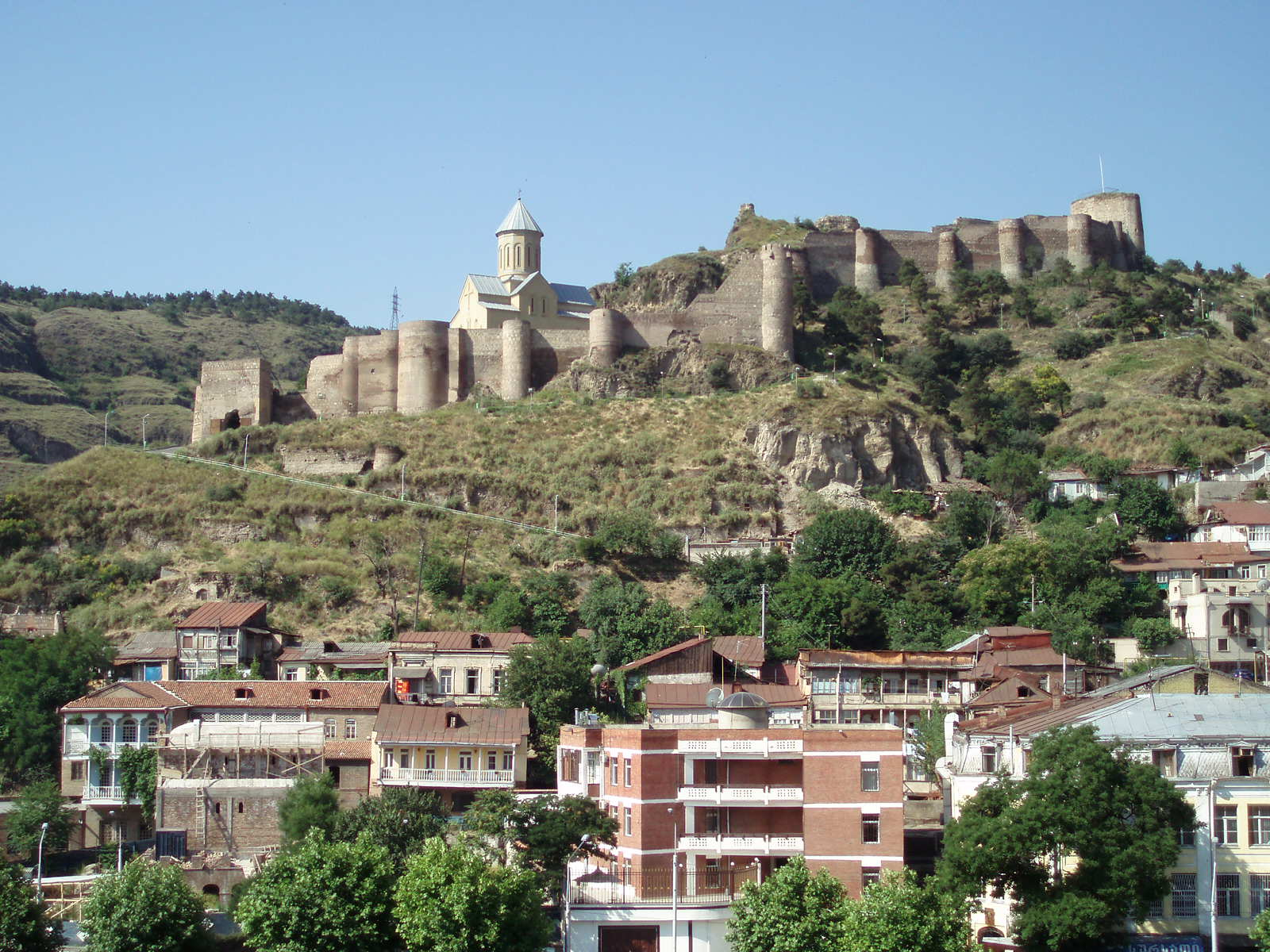
Die Festung Nariqala über der Altstadt von Tiflis von Nordosten.

Nariqala (georgisch ნარიყალა) ist eine Festung in der georgischen Hauptstadt Tiflis. Sie wurde am Ende des 3. Jahrhunderts erbaut und war die wichtigste mittelalterliche Burg Georgiens. Sie liegt seit 1827 als Ruine auf dem Gipfel des Sololaki-Gebirgskamms über der Altstadt und besteht aus zwei ummauerten Sektionen.
Die Festung wurde unter der Besetzung der persischen Sassaniden erbaut. Ihr heutiger Name entstammt dem persischen Wort Nari-Qala und bedeutet uneinnehmbare Burg. Auf Georgisch hieß sie zunächst Schuris ziche („Festung des Neides“). Ihre Aufgabe war die militärische Verteidigung der Hauptstadt. Dazu war sie an der engsten Stelle der Kura-Schlucht erbaut worden, wo sich die Straßen von Europa nach Indien und von Nord nach Süd kreuzten.
Iberiens König Wachtang I. Gorgassali verstärkte ihre Mauern in der zweiten Hälfte des 5. Jahrhunderts. Sie wurde von Arabern zwischen dem 7. Jahrhundert und 10. Jahrhundert, den Mongolen im 13. Jahrhundert, den Türken im 16. Jahrhundert und den Persern im 17. Jahrhundert immer wieder belagert, zerstört und erneut aufgebaut.
Die Araber richteten im Turmfort Schachtachti im 6. Jahrhundert ein astronomisches Observatorium ein, das bis zum 14. Jahrhundert arbeitete. Die Türken bauten im 16. Jahrhundert den viereckigen Istanbuler Turm, der über Jahrhunderte ein Gefängnis war. Zuletzt renovierten die Perser Nariqala im 17. Jahrhundert.
1827 traf ein Blitz ein Pulvermagazin in den Kasematten, das daraufhin explodierte. Weite Teile der Festung stürzten ein. Zu diesem Zeitpunkt war Georgien Teil des Russischen Reichs und die Burg ohne strategische Bedeutung. Sie wurde deshalb nicht mehr aufgebaut.

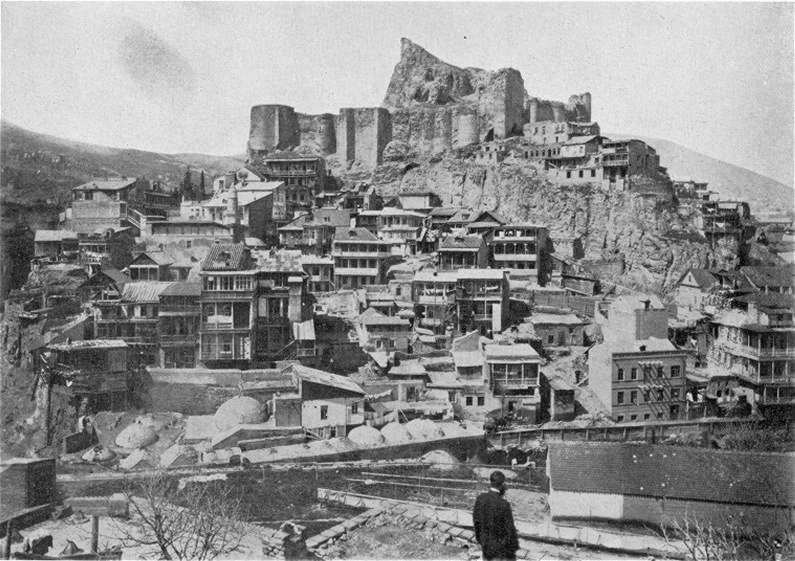
Festung Nariqala, 1911

Die Festung besteht aus zwei Teilen: der oberen und der unteren Festung. Die obere Festung auf dem Bergrücken ist eine Zitadelle. Sie diente im Belagerungsfalle als letzte Bastion der Verteidigung und galt als nahezu uneinnehmbar, da sie nach drei Seiten an einen fast senkrechten Abhang grenzt. Die untere Festung, Qala, wird von parallelen Mauern gebildet, die sich von der Zitadelle bis hin zum Fluss ziehen.
Die Mehrzahl der heute sichtbaren Gebäude stammt aus dem 8. Jahrhundert. Sie sind aus behauenem Stein und Backsteinen, die mit Kalk und grobkörnigem Sand verbunden sind. Aus der Zeit König Wachtang Gorgassalis blieben nur Fragmente eines Turms an der nordöstlichen Ecke der Burg. Unter der Erde befinden sich in mehreren Schichten der Sockel zerstörter Vorläufergebäude. 
Die Burgruine ist heute ein beliebtes Touristenziel. Ihre Zinnen können erklettert werden und bieten Ausblicke über die Stadt. In der unteren Sektion der Festung steht die Nariqala-Kirche, die bei den Einheimischen als Hochzeitskirche populär ist.
Von der Festung verläuft ein Panoramaweg zur Statue Kartlis Deda („Mutter Georgiens“) auf einem Bergkamm über Tiflis. Zwischen Festung und Statue befindet sich die Bergstation der im Juni 2012 eröffneten Seilbahn, die den Rike-Park am anderen Kura-Ufer mit Nariqala verbindet.